# Stopplaats Heiligerlee
Heiligerlee (afkorting Hle) is een voormalige halte aan de spoorlijn Harlingen - Nieuwe Schans. De halte lag bij Heiligerlee tussen de huidige stations Scheemda en Winschoten.